# Dean Potter
Dean Potter (14. dubna 1972 New Hampshire – 16. května 2015 Yosemitské údolí) byl americký skalní lezec, který se věnoval převážně volnému lezení, BASE jumpingu a chození po laně (slackline). V roce 2003 získal ocenění Laureus World Sports Awards. Zemřel při wingsuitingu v Yosemitském údolí ve věku 43 let. Skákal z výběžku Taft Point, jež dosahuje výšky 2300 m n. m. Jelikož skákali bez povolení, vyrazili spolu s Grahamem Huntem brzy ráno, když světelné podmínky nebyly ještě optimální. Zatímco Potter zářezem skály proletěl, Hunt na skálu narazil. Potter poté padák neotevřel. Oba byli okamžitě mrtví. Po jejich smrti kritizovali kolegové zákaz wingsuitingu v Yosemitském národním parku s tím, že sportovci jsou stíháni rangery a pak jsou ve stresu a stávají se nehody.
Na konci dubna 2010 navštívil Českou republiku, přednášku měl na lezecké stěně v Praze na Smíchově.